# Chiara Strazzabosco
Chiara Strazzabosco (Schio, 28 gennaio 1969) è un'ex cestista italiana.

## Carriera
Con l'Italia ha disputato i Campionati europei del 1997 e due edizioni dei Giochi del Mediterraneo (1993, 1997).

## Palmarès
- Coppa Italia: 2
Pall. Femm. Schio: 1996, 1999